# Хотімля (річка)
Хоті́мля — річка в Україні, в межах Куп'янського та Чугуївського районів Харківської області. Ліва притока Сіверського Дінця (басейн Дону).

## Опис
Довжина 38 км. Площа водозбірного басейну 341 км². Похил річки 1,9 м/км. Долина трапецієподібна, асиметрична, завширшки 1,0—1,5 км. Заплава двостороння, завширшки до 0,5 км, затоплюється під час характерних весняних повеней. Річище слабкозвивисте. У верхів'ях споруджено ставки. Використовується на зрошування.

## Розташування
Річка бере початок у смт Приколотному. Тече переважно на південний захід, у нижній течії — на захід. Впадає до Сіверського Дінця (в Печенізьке водосховище) на 881 км від його витоку, біля села Затоки. 
На річці розташоване Приколотнянське водосховище об'ємом 2,21 млн м³ та площею водного дзеркала 90 га.
Населені пункти вздовж берегової смуги: Новоолександрівка, Дорошенкове, Кирилівка, Москалівка, Ганнівка, Гуслівка, Гарашківка, Паськівка, Перківка. 

## Притоки
- Яр Товкаччин - права притока у Вовчанській міській громаді, бере початок у селі Лозова, тече на південь і впадає у Хотімлю на заході від села Приколотне[1][2]
  - Яр Лозовий - ліва притока Яру Товкаччиного[1][3]

- Балка Басова - ліва притока, впадає на південно-східній околиці села Новоолександрівка.[1]

- Яр Калинівський - права притока у Вовчанській міській громаді, протікає через село Новоолександрівка[4][1]
  - Яр Вошивий - права притока Яру Калинівського[1][5]
  - Яр Калиновий - ліва притока Яру Калинівського[1][6]

- Балка Глушків Яр - ліва притока у Вовчанській громаді. Впадає вище селища Дорошенкове.[7]

- Яр Вовчий - ліва притока у Старосалтівській селищні громаді, впадає у Хотімлю у селі Кирилівка.[8][9]

- Хотомелька - права притока